# محسن نامجو
 محسن نامجو (زادهٔ ۱۴ اسفند ۱۳۵۴) موسیقی‌دان، خواننده، نوازنده، نویسنده و بازیگر ایرانی است که بیشتر شهرت او به دلیل استفاده از شعر فارسی و عناصر موسیقی ایرانی در قالب موسیقی مدرن است.   
از آثار او می‌توان به آلبوم‌های «ترنج»، «جبر جغرافیایی» و «مطنطن» اشاره کرد.
نامجو موسیقی ایرانی را از اساتیدی همچون نصرالله ناصح‌پور در دانشکدهٔ هنرهای زیبا آموخت و پس از ترک تحصیل از دانشگاه به موسیقی تلفیقی روی آورد. او فعالیت خود را در نیمهٔ دوم دهه ۷۰ آغاز کرد و در دههٔ ۸۰ به شهرت رسید. آثار او به‌خاطر آشنایی‌زدایی، دستکاری عمدی در نواهای سنتی و آمیختن عناصر متضاد مورد توجه قرار گرفت. در آغاز، آثار او بدون مجوز رسمی منتشر می‌شد، تا اینکه او در سال ۱۳۸۶، «ترنج» نخستین آلبوم رسمی خود را منتشر کرد.

## زندگی شخصی

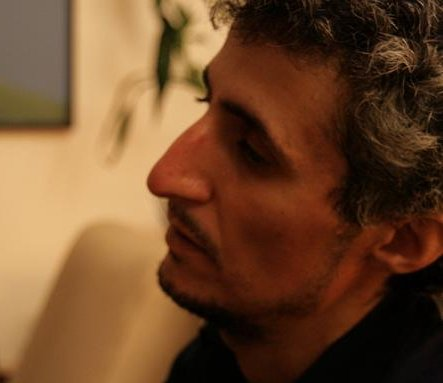
محسن نامجو در سال ۲۰۰۷

محسن نامجو آموزش موسیقی را از جوانی با نت‌خوانی و آواز آغاز کرد و سپس ردیف موسیقی ایرانی را ابتدا نزد رضا شاکری و سپس نصرالله ناصح‌پور آموخت.
وی به گفتهٔ خودش، در ۱۷ سالگی نواختن سه‌تار را نزد فرامرز شکرخواه فرا گرفته است و پس از سپری کردن دوران دبیرستان در رشتهٔ تئاتر در دانشکده سینما تئاتر (هنرهای دراماتیک سابق) پذیرفته شده ولی برای تحصیل در رشتهٔ موسیقی به دانشکدهٔ هنرهای زیبای دانشگاه تهران رفت. او در نهایت به دلیل عدم رضایت، دانشگاه را رها کرد و فعالیت خود را به شکل تجربی و غیرآکادمیک ادامه داد.
نامجو در سال ۱۳۷۹ باید به سربازی می‌رفت و به گفته خودش سربازی دوره استراحت ذهنی وی و همچنین دوران شکوفایی‌اش بوده است. در این دوره با موسیقی راک و بلوز آشنا شد و بعد از پایان خدمت سربازی با دوستان دوران سربازی‌اش که در این دو سبک فعال بودند (عبدی بهروانفر، نوید اربابیان، علی باغ‌فر) یک گروه راک به نام ماد را تشکیل دادند، کنسرت‌هایی برگزار و به این ترتیب فعالیت خود را در عرصه موسیقی، به صورت حرفه‌ای آغاز کردند. نامجو می‌گوید: «از بهترین افتخارات من در دوران سربازی این بود که خدمت استاد حاج قربان سلیمانی در قوچان برسم و موسیقی مقامی خراسانی را از ایشان یاد بگیرم. این که در مسیر قوچان موسیقی دورز و جیم موریسون می‌شنیدم و بعد در خانه‌ای روستایی از حاج قربان مقام الله وردی یادمی‌گرفتم باعث شد تا اطلاعات خوبی در من شکل بگیرد و بتوانم این دو نوع موسیقی را کنار هم قرار دهم.»
یکی از دلایلی که به گفتهٔ خود نامجو باعث خلاقیت بیشتر او در زمینهٔ موسیقی تلفیقی شده است، ساز زدن با گروه‌های موسیقی زیرزمینی در مشهد و سپس تهران از جمله گروه ماد و گروه پرساووس (مازیار محمدی، محمد قاسمی، شهرام لشگری) بوده است.
محسن نامجو در برنامهٔ تماشا در تلویزیون فارسی بی‌بی‌سی، خود را بی‌دین خواند. او اکنون در نیویورک آمریکا زندگی می‌کند.

## فعالیت حرفه‌ای
نامجو، کارش را در دنیای موسیقی حرفه‌ای با نواختن ساز و خوانندگی برای فیلم تخته سیاه سمیرا مخملباف آغاز کرد. بعد از آن هم در ساخت موسیقی فیلم‌های دیگری از جمله، برای آمدنت دعا می‌کنم، حفره، اقوام، در سه ثانیه اتفاق افتاد و مرگ همکاری کرد. علاوه بر این در موسیقی تئاتر هم هشت اثر توسط او ساخته شده است. وی در طول مدت فعالیت حرفه‌ای خود قطعات بسیاری ساخته است که بسیاری از این قطعات، در قالب آلبوم‌هایی با نام‌هایی نظیر دماوند، گیس و عقاید نئوکانتی، به صورت زیرزمینی و غیررسمی منتشر شد. او در زمستان ۱۳۸۵ به پیشنهاد رضا عطاران تیتراژ ابتدایی سریال ترش و شیرین که برای نوروز ۱۳۸۶ آماده شده بود را به شکل دو صدایی خواند و آماده کرد. اولین آلبوم رسمی محسن نامجو در ۱۷ شهریور ۱۳۸۶ (۸ سپتامبر ۲۰۰۷) با نام «ترنج» منتشر شد. آلبوم ترنج اولین آلبوم رسمی محسن نامجو است که شامل ۹ قطعه است و مؤسسه فرهنگی هنری آوای باربد آن را منتشر کرده است.
او همچنین در سال ۱۳۸۷ با همکاری انتشارات کاروان، کتاب کیمیاگر اثر پائولو کوئلیو را با ترجمهٔ آرش حجازی، به شکل کتاب صوتی ضبط و منتشر کرد. بعد از آلبوم ترنج، کتاب سخنگوی کیمیاگر دومین اثر منتشر شده از محسن نامجو است. نامجو در این اثر کوشیده تا یکی از درونمایه‌های اصلی کتاب را که «وحدت وجود» است در سرتاسر اجرایش نمایش دهد و روایت خود را از کیمیاگر پائولو کوئلیو ارائه کند. نامجو نقش بیش از سی شخصیت کیمیاگر را به‌صورت نمایشی اجرا کرده و نزدیک به شصت دقیقه نیز موسیقی سنتی ایرانی برای آن ساخته است.
اولین آلبوم محسن نامجو در خارج از ایران با عنوان «جبر جغرافیایی» در سال ۲۰۰۸ و آلبوم بعدی او با عنوان «آخ» نیز در ۶ اکتبر ۲۰۰۹ منتشر شد. آلبوم دیگری از محسن نامجو با نام «بوسه‌های بیهوده» در سال ۲۰۱۱ منتشر شده و پس از آن آلبوم دیگری از او در اواخر سال ۲۰۱۱ با نام «الکی» انتشار یافت. در پاییز ۲۰۱۲ آلبوم «۱۳/۸» منتشر شد و به صورت رایگان در سایت او برای دانلود قرار گرفت. محسن نامجو، ترانهٔ «طاهره» را با نام «روبه‌رو» در آلبوم از پوست نارنگی مدد باز اجرا و به فریدون فروغی تقدیم کرده است.

### همکاری با گروه سازهای بادی هلند

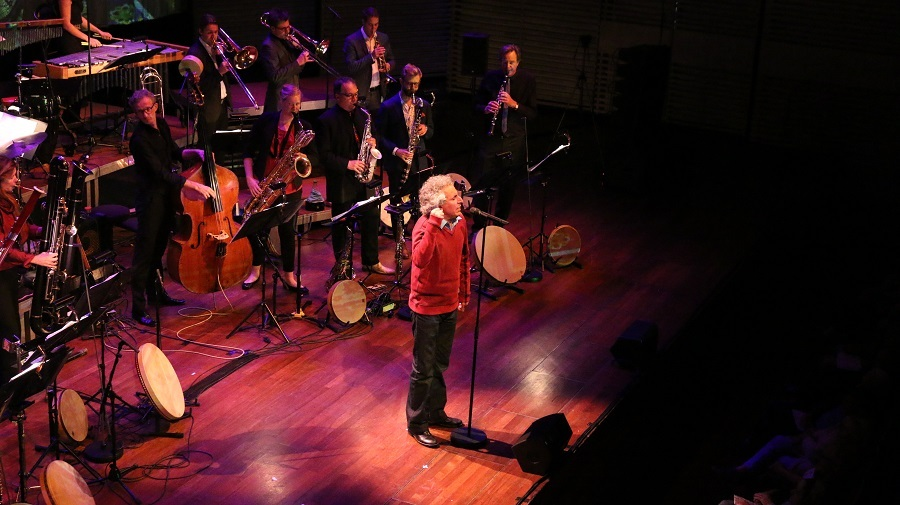
نامجو با گروه سازهای بادی هلند

در اکتبر ۲۰۱۶ نامجو با «گروه سازهای بادی هلند» در یک سلسله کنسرت در این کشور با عنوان «آواهایی از شرق» همکاری کرد. این برنامه که با داستان‌خوانی به زبان هلندی توسط سهند صاحب دیوانی و اجرای کارهایی از آهنگسازان گوناگون نیز همراه بود.

### سمفونیک ادیسه
اسفندماه سال ۱۳۹۸ محسن نامجو با همراهی ارکستر سمفونیک استکهلم، گروه کُر آفتاب و رهبری افشین خائف، سمفونیک اودیسه ۲۰۲۰ را به صحنه برد. نام این کنسرت گویای نگاهی است که در انتخاب این آهنگ‌ها (توسط افشین خائف) به کار رفته تا سفری انسانی را در بستر موسیقایی روایت کند. سفری پر فراز و نشیب موسیقایی که اشک‌ها و لبخندها، سختی‌ها و آسانی‌های زندگی انسان مهاجر را تجسم می‌کند.

## سبک موسیقی

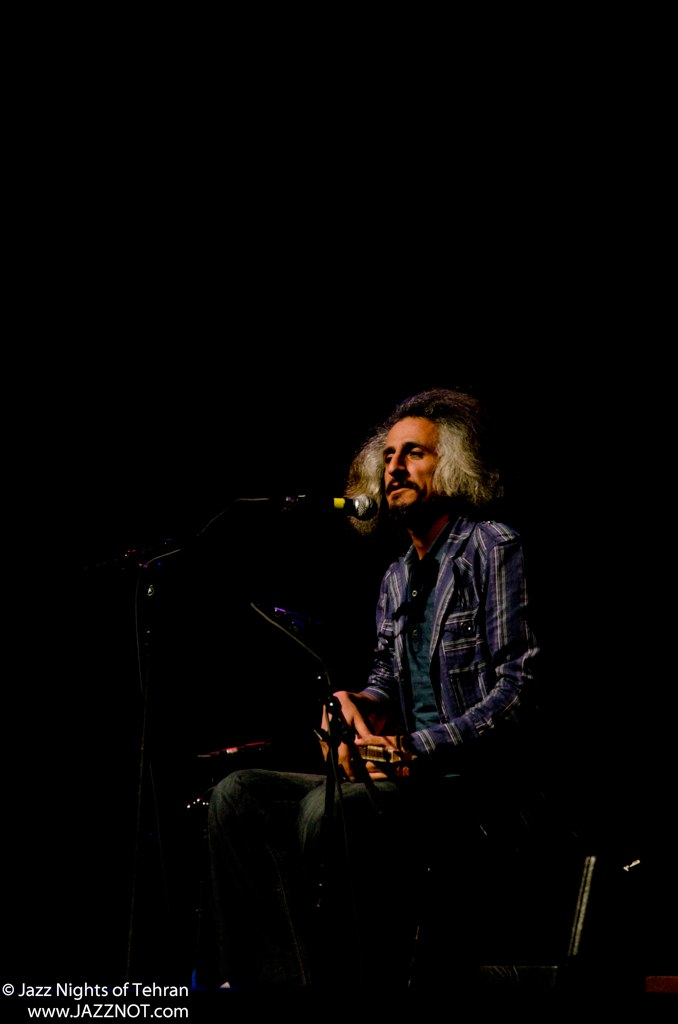
نامجو در حال اجرا در سال ۱۳۹۰

ویژگی کارهای نامجو «پیوند» است: پیوند سبک‌های گوناگون موسیقی ایرانی و خارجی و تلفیق اشعار کلاسیک پارسی با شعرهایی که خود می‌سراید.
در موسیقی‌های او گوشه‌هایی از سبک‌های راک، سنتی، بلوز، جاز و فولک به گوش می‌رسد. شعرهای مولوی، حافظ، نیما یوشیج، خواجوی کرمانی، و جامی گرفته تا شاملو و براهنی در آثار او جای گرفته‌اند که گاهی عباراتی کوچه‌بازاری در میان ابیات آن‌ها اضافه شده است. او در این باره می‌گوید: «تلفیق از نظر من اپیدمی زمانه است. تلفیق موسیقایی دو شکل دارد، یکی تلفیق ابزار است، مثلاً قرار دادن گیتار در برابر سه‌تار که چیز جدیدی نیست؛ و دیگری تلفیق گام که تا به حال کمتر در موسیقی ایران به آن پرداخته شده، مثلاً کافیست که دو نت از دستگاه شور حذف شود تا به گام بلوز برسیم.»
ملودی «مرغ شیدا» ی محسن نامجو برگرفته از ملودی «مردی که دنیا را فروخت» (The man who sold the world) دیوید بویی و همچنین ترانه‌ای با خوانندگی داوود مقامی به همین نام است.
محسن نامجو دربارهٔ آلبوم مؤلفهٔ عزلت چنین می‌نویسد: «نعره‌ها و سازهایی که در این آلبوم می‌شنوید در انتهای سالی زده و نواخته شد که تنهاترین سال زندگی من و یحیی در مهاجرت بود. سالی که زندگی، بیرون اش همچون مولفه‌های XYZ بود. گشوده به اطراف، پر از سفر و دیدار و تحسین شدن و تجربه و اجرا و سرعت و خوش خوشان. درون‌اش اما، فقط تنهایی بود. تنهایی محض. حس تعلیق مدام و تشنگی بی پایان. ۲۰۱۶ سال رفتن با جهت مولفه‌ای بود که تنها پایین می‌رفت.»
از او مکرراً با عنوان باب دیلن ایران یاد کرده‌اند.

## اتهام آزارگری جنسی
هم‌راستا با موج افشای آزار و تجاوز جنسی در ایران، در سال ۱۳۹۹ و ۱۴۰۰ اتهام‌های تعرض و آزار جنسی در شبکه‌های اجتماعی به محسن نامجو زده شد. او در ابتدا این اتهام‌ها را رد کرد. اما در اواخر فروردین ۱۴۰۰، محسن نامجو با انتشار ویدئویی از قربانیان عذرخواهی کرد. همزمان فایل صوتی دیگری از او منتشر شد. نامجو در این فایل منتقدان و معترضان به رفتارهایش را «افراد روانی و مریض و پاچه‌ورمالیده» می‌خواند و می‌گفت «چه جوری است یک جنبشی تشکیل شده و یک سال از آن می‌گذرد، اما یک اسم آدم حسابی در آن نمی‌بینم» یا «آقا شما دارید کسی را از کار می‌اندازید، که ببخشید با کمال تواضع عرض می‌کنم، یک ساعت نفس کشیدنش برابر با شش ماه زندگی هر کدام از شما هاست». چنین سخنانی با واکنش شدید فعالان حقوق زنان روبرو شد. انتشار این فایل صوتی باعث شد که برخی نامجو را به زن‌ستیزی متهم کنند.
در فروردین ۱۴۰۰، ۲۵۵ تن از کنشگران زن و چهره‌های رسانه‌ای بیانیه‌ای علیه نامجو با عنوان «نه به سلطه‌گری جنسیتی و آزار جنسی» امضا کردند. این افراد، عذرخواهی نامجو را «ظاهری» خواندند و اعلام کردند که وی پس از نادیده گرفتن انکار نخستین «پذیرفته آزارگری کرده است اما به جای پذیرش مسئولیت فردی و جبران آن از حقوق و جنبش زنان قصه بافت و آزارگری شخصی‌اش را به استبداد حکومت ایران و اینکه در زمین و هوا به حقوق مردم تجاوز می‌کند ربط داد».

### روایات
اولین کسی که این اتهامات را علیه نامجو مطرح کرد فردی با هویت ناشناس، با نام مستعار ماهی بود که در شهریور سال ۱۳۹۹ روایت خود را در توییتر نشر داد. نامجو این اتهامات را «قویاً» رد کرد و گفت که در هیچ مرجع قضایی شکایتی علیه او به ثبت نرسیده است. پس از آن و در اواخر فروردین سال ۱۴۰۰ لونا شاد (مجری و بازیگر)، پانیدا (خواننده) و بشرا دستورنژاد (شاعر و بازیگر) در شبکه کلاب‌هاوس اتهامات خود از تجربه «آزار جنسی» توسط نامجو را مطرح کردند.

#### ماهی
فردی با نام مستعار «ماهی» در توییتر نوشت که محسن نامجو در خانه دوست مشترکشان در ایالات متحده و در خواب قصد تعرض جنسی به او را داشته، ماهی در این باره گفت که گزارش این رویداد را به پلیس نیز ارائه کرده بود.
پس از انتشار ویدئوی عذرخواهی محسن نامجو، «ماهی» به بی‌بی‌سی فارسی گفت:
نقل قول: «با چند دقیقه اول این ویدئو تروماتایز [دچار ضربه روحی] شدم و نتوانستم ادامه بدهم. چند ساعت بعد خود را مجبور کردم که به صدای ویدئو گوش بدهم. من هشت ماه است که روایتم را به‌طور عمومی به قصد آگاهی رسانی و دفاع از کرامت انسانی خودم مطرح کردم. از آن زمان محسن نامجو روایت من را انکار کرد و مرا دروغگو خواند و حتی در فایل صوتی که از او منتشر شد، به صراحت گفت یک ساعت نفس کشیدنش برابر با شش ماه زندگی من و امثال من است. حالا ویدئویی داده و می‌گوید عذرخواهی کرده! اما از چه کسی و به‌خاطر چه چیزی؟!»
او می‌گوید که نامجو در ابتدا از «ماهی» و دوستش خواسته که با او بخوابند، اما وقتی از هر دو «نَه» شنیده است، در شب به زور متوسل شده است. وکیل نامجو نهایتاً در یک مصاحبه «درخواست نامجو و نَه شنیدن از ماهی» را تأیید کرد.
«ماهی» در پاسخ به این که چرا علی‌رغم گزارش رویداد به پلیس از ادامه فرایند قضایی صرف‌نظر کرده؟ می‌گوید: «تحت فشار اطرافیان نامجو قرار داشته است.» او در این باره گفت که نزدیکان نامجو به او گفته‌اند در صورت پیگیری شکایت احتمال ابطال ویزای آمریکایی نامجو و بروز اختلاف بین او و همسرش وجود دارد و از این مسائل برای منصرف کردن وی استفاده کرده‌اند؛ «ماهی» همچنین گفت که خود نامجو با تهدید سعی بر منصرف کردن او از شکایت داشته است.

#### پانیدا
پانیدا، خواننده، نامجو را متهم به تلاش برای تعرض جنسی به خود کرد و به عنوان شاهد گفته‌هایش از مصطفی هروی دوست نامجو نام برد، او گفت که هروی پس از واقعه او را که بدحال شده بود دیده است. گفته‌های پانیدا توسط هروی تکذیب شده است.

#### بشرا دستورنژاد
بشرا دستورنژاد، بازیگر، در تبیین اتهاماتش نامجو را به «اعمال قدرت» بر او بابت پاسخ منفی خود به نامجو برای آنچه «برقراری رابطه جنسی» خواند، متهم کرد. او بیان کرد که نامجو پس از شنیدن جواب منفی از سوی او برای رفتن بر سر قرار سعی داشته او را از پروژه مشترک کاری‌شان حذف کند.

#### لونا شاد
لونا شاد، مجری، ضمن متهم کردن محسن نامجو به آزار جنسی تجربیات خودش را مشابه بشرا دستور نژاد دانست.

### واکنش نامجو
نامجو در ویدیوی اولش در شهریور ماه گفته‌های ماهی را رد کرد، اما در ویدیوی دومش در فروردین اشاره داشت که «شاید در مستی زیاده‌روی کرده باشد.»
نامجو در واکنش به این اتهامات، با انتشار ویدیویی، گفت که اظهاراتش در شهریورماه «صادقانه و شفاف» نبوده و بدون اشاره به فرد خاصی و به‌طور کلی از «تمام کسانی که از او رنجیده‌اند» عذرخواهی «صمیمانه، خالصانه و متواضعانه» کرد.
بخشی از گفته‌های نامجو در ویدیوی عذرخواهی خود بدین شرح است:
«... دوستان، خانم‌های محترم؛ بنده، محسن نامجو بابت هرگونه رفتار یا گفتاری که در سال‌های گذشته نسبت به شما اشتباه یا آزاردهنده بوده صمیمانه، خالصانه و متواضعانه عذرخواهی می‌کنم؛ هم از شما و هم از خانواده نجیب و محترمتان و همچنین از دوستان مشترک دلجویی می‌کنم. انتظاری هم ندارم که عذر من را الان بپذیرید. فقط امیدوارم با این پیام ویدئویی رنجتان کمی التیام پیدا کند و باور کنید رفتار یا گفتار نابه‌هنجار من ناشی از شیطان‌صفتی یا خدای‌نکرده خودشیفتگی یا احساس قدرت نبوده و نیست، بلکه ناشی از عدم آموزش روابط صحیح در یک فرهنگ هزاران‌ساله مردسالار است.»— محسن نامجو، ایندپندنت
ساعتی پس از انتشار ویدئوی عذرخواهی، یک فایل صوتی از نامجو به بیرون درز داده شد که محتوای آن با ویدئوی عذرخواهی او تفاوت داشت. در این فایل که پیش از ویدئوی عذرخواهی او ضبط گردیده بود، نامجو از منتقدان و معترضانش با عناوینی چون «افراد روانی و مریض و پاچه‌ورمالیده که بهره‌ای از زیبایی ندارند، موفق نبوده‌اند، تحصیلات ندارند و جنبشی در اعتراض به آزار زنان تشکیل داده‌اند» یاد کرده و آن‌ها را به «حسادت» و «شلوغ‌بازی» متهم می‌کند، او این اتهامات را «نبرد زامبی‌ها» می‌نامد و می‌گوید که «یک سال از آن می‌گذرد، اما یک اسم آدم‌حسابی در آن نمی‌بینم.» نامجو در این فایل شاکیان خود را «دروغگو» می‌خواند و در ادامه اضافه می‌کند که «شاید در مستی زیاده‌روی کرده است» او می‌گوید که حاضر است هزینه «درمان نزد بهترین تراپیست‌ها» را به این زنان بدهد. وی همچنین از آیدین آغداشلو، نقاش ایرانی که دستکم با ۱۳ اتهام تجاوز مواجه بوده، یاد می‌کند و این اتهامات را بی‌اساس می‌خواند. در بخشی از این فایل صوتی او با زیر سؤال بردن مفهوم «نه، یعنی نه» (که به معنای لزوم رضایت کامل زنان در برقراری رابطه جنسی است) می‌گوید: «کی می‌گه no means no؟ سراسر زیبایی ادبیات فارسی به اینه که no means هزار تا چیز.» نامجو فحوای ادعای شاکیانش را ناشی از «یک شوخی لفظی و یک نیشگونی چیزی» قلمداد کرد که توسط آنان به تعرض جنسی تعبیر شده است. برخی از کاربران فضای مجازی صحبت‌های نامجو در این فایل را «مردسالارانه و قلدرمآبانه» دانستند.
نامجو در واکنش به این فایل به بی‌بی‌سی فارسی گفت که این حرف‌ها را دو هفته قبل [از ویدیوی عذرخواهی] در خلوت خود و طی «درددل با یک دوست» از روی «عصبانیت و غصه چند ماهه» بیان کرده است. او در خصوص انتشار این فایل گفت که هدف از این کار حذف او بوده است. انتشار این فایل باعث شد تا برخی صداقت بیان او را در ویدیوی عذرخواهی‌اش زیر سؤال ببرند.

### در رسانه
برخی افراد و رسانه‌ها ویدیوی عذرخواهی محسن نامجو را «اعتراف به تعرض» تعبیر کردند. خود نامجو در بخشی از این فایل صوتی می‌گوید تنها کاری که در این مواقع می‌شود کرد حرف زدن از چیزیست که «نکردی». وکیل محسن نامجو در خصوص ادعای ماهی مبنی بر وجود گزارش پلیس به صدای آمریکا گفت که درخواست دیدن گزارش را کرده و از شاکی خواست تا آن را ارائه کند. مهسا حکیمی، حقوقدان نیز در گفتگو با صدای آمریکا گفت که محسن نامجو اعترافی به تعرض نکرده و این مسائل در هیچ مرجع حقوقی بررسی نشده است. یک روز پس از انتشار این گفتگو در صدای آمریکا، فرداد فرحزاد، خبرنگار ایران اینترنشنال در یکی از برنامه‌های این خبرگزاری، تصویری از گزارش پلیس منتشر کرد که در آن به مواردی چون «لمس بدون رضایت، اقدام برای تجاوز، حبس غیرقانونی» اشاره شده بود، وکیل نامجو در مصاحبه با صدای آمریکا آن بخش از صحبت‌های ماهی را که می‌گوید در پاسخ به درخواست رابطه جنسی نامجو به او نه گفته تأیید کرد، این سخن، در قیاس با آن بخش از فایل صوتی درز کرده محسن نامجو مقایسه شد که در آن می‌گوید «در زبان فارسی نه هزار تا معنی می‌دهد»، ماهی می‌گوید دستکم ۹ بار به صورت شفاف به نامجو پاسخ منفی داده است. همچنین در طی این گزارش فرداد فرحزاد از پیام تهدید آمیز نامجو به خود پرده برداشت و آن را با «سایر پیام‌های تهدید آمیز نامجو به شاکیان» مقایسه کرد، او همچنین بیان داشت که بارها از خود نامجو درخواست مصاحبه کرده بودند.

## حواشی

### استفاده از آیات قرآن در ترانه
نامجو با خواندن آیه‌هایی از قرآن (سوره شمس) باعث ایجاد حساسیت‌هایی نسبت به خود شد. برخی از وب‌سایت‌ها از محکومیت نامجو از سوی دادگاه عمومی تهران به پنج سال حبس به خاطر توهین به مقدسات، اجرای تمسخرآمیز آیات قرآن (آهنگ شمس) و بی‌حرمتی به کتاب مقدس مسلمانان خبر دادند. وی در گفتگویی با بی‌بی‌سی فارسی، احتمال گزارشگر این شبکه در خصوص ارتباط این محکومیت با کارهای اخیرش از جمله کلیپ بیابان (که آن را به معترضان نتایج انتخابات ریاست جمهوری ۱۳۸۸ تقدیم کرده بود) را رد نکرد.

### واکنش به دانلود غیرمجاز
در سال ۲۰۱۲ محسن نامجو در تارنمای رسمی خود گله‌مندی خود را نسبت به دانلود و کاربرد غیرمجاز ترانه‌ها، از شنوندگانی که خارج از ایران هستند ابراز داشته است. وی از شنوندگان ایرانی (که به دلیل تحریم بانکی) نمی‌توانند بهای ترانه را بپردازند خواست که اگر دینی به گردن می‌بینند وجه را به مؤسسهٔ خیریهٔ محک بپردازند و به هیچ عنوان آثار وی را از کسانی که این آثار را داخل ایران می‌فروشند خریداری نکنند. به گفتهٔ محسن نامجو، آلبوم ترنج بدون اجازه و توسط نشر موسیقی آوای باربد، بدون اینکه درآمدش برای محسن نامجو و گروه همراه باشد به فروش می‌رسد.

## آثار

### آلبوم‌ها
| آلبوم‌ها            | آلبوم‌ها   | آلبوم‌ها     | آلبوم‌ها    | آلبوم‌ها | آلبوم‌ها                   | آلبوم‌ها | آلبوم‌ها |
| ------------------ | --------- | ----------- | ---------- | ------- | ------------------------- | --- | ------- |
| نام آلبوم          | سال‌انتشار | آهنگساز     | نوازنده    | خواننده | ناشر                      | توضیحات |         |
| دماوند             | ۲۰۰۵      | آری         | آری        | آری     |                           | |         |
| گیس                | ۲۰۰۶      | آری         | آری        | آری     |                           | |         |
| ترنج               | ۲۰۰۷      | آری         | آری        | آری     | مرکز موسیقیِ حوزهٔ هنری     | اولین آلبوم رسمی به گفته خود محسن نامجو، این آلبوم بدون اجازه و توسط نشر موسیقی آوای باربد، بدون اینکه درآمدش برای محسن نامجو و گروه همراه باشد به فروش می‌رسد.                          |         |
| جبر جغرافیایی      | ۲۰۰۸      | آری         | آری        | آری     | Nedai Records             | |         |
| آخ                 | ۲۰۰۹      | آری         | آری        | آری     | Stradivarius              | با همکاری گلشیفته فراهانی |         |
| بوسه‌های بیهوده     | ۲۰۱۱      | آری         | آری        | آری     |                           | |         |
| الکی               | ۲۰۱۱      | آری         | آری        | آری     |                           | آلبوم زنده، حاصل کنسرت در دانشگاه استنفورد |         |
| سیزده/هشت          | ۲۰۱۲      | آری         | آری        | آری     | .Payam Entertainment, Inc | کار نوشتن آهنگ‌ها در آمریکا و بین سال‌های ۲۰۱۱ تا ۲۰۱۲ میلادی انجام شده است. آلبوم حاوی هشت قطعه است که در طول کنسرت نامجو در دانشگاه کالیفرنیا، برکلی ضبط شده است.                       |         |
| از پوست نارنگی مدد | ۲۰۱۴      | آری         | آری        | آری     | دف-دف پروداکشن            | |         |
| صفر شخصی           | ۲۰۱۶      | آری         | آری        | آری     |                           | |         |
| آوازهایی از شرق    | ۲۰۱۷      | آری         |            | آری     |                           | توسط ارکستر (NBE) تنظیم و اجرا شده است. |         |
| مؤلفهٔ عزلت         | ۲۰۱۷      | آری         | آری        | آری     | دف-دف پروداکشن            | |         |
| بر چلهٔ کمان اشک    | ۲۰۱۸      | آری         | آری        | آری     |                           | |         |
| سودای من           | ۲۰۱۹      | احسان مطوری | آری        | آری     | Sheed Records             | با همکاری سوگل ضامنی و پرهام علیزاده |         |
| مطنطن              | ۲۰۲۰      | آری         | آری        | آری     | دف-دف پروداکشن            | حق انتشار این آلبوم که در ۱۴ اسفند ۱۳۹۸، همزمان با سالروز تولد محسن نامجو، عرضه شد، با اعلام خود وی برای ساکنان ایران رایگان اعلام شد تا تسکینی باشد بر معضل دنیاگیری کووید ۱۹ در ایران |         |
| سمفونیک اُدیسه ۲۰۲۰ | ۲۰۲۰      | آری         | ارکستر SCO | آری     |                           | نسخهٔ صوتی کنسرت سمفونیک اُدیسه ۲۰۲۰ محسن نامجو به رهبری و تنظیم افشین خائف و همراهی ارکستر SCO و گروه کُر آفتاب در استکهلم                                                                |         |
| با صدهزار          | ۲۰۲۱      | آری         |            | آری     |                           | |         |
| لنگ‌راک             | ۲۰۲۲      | آری         |            | آری     |                           | |         |
| بی‌تاب              | ۲۰۲۳      | آری         |            | آری     |                           | |         |
| اولی (اولا)        | ۲۰۲۴      | آری         | آری        | آری     |                           | |         |

### تک‌آهنگ‌ها
| نام آهنگ            | سال انتشار | هنرمندان                              | توضیحات                                              |
| ------------------- | ---------- | ------------------------------------- | ---------------------------------------------------- |
| عدد                 |            |                                       |                                                      |
| عقاید نئوکانتی      |            |                                       |                                                      |
| بهاره دخترعمو       |            |                                       |                                                      |
| گلنار               |            |                                       |                                                      |
| دل زارم             |            | محسن نامجو، گروه کیوسک                |                                                      |
| تو کجایی            |            | محسن نامجو، گروه کیوسک                |                                                      |
| مرا بشکن            |            | محسن نامجو، کینگ رام                  |                                                      |
| مرا یادت هست؟       |            | محسن نامجو، Circo Cafe                |                                                      |
| که همچنین           |            | محسن نامجو، میثاق مرادی               |                                                      |
| فردا سراغ من بیا    |            | محسن نامجو، علی عظیمی                 |                                                      |
| چشمی و صد نم        |            |                                       |                                                      |
| درخت ارغوان         |            | محسن نامجو، حمیدرضا فیلوس             |                                                      |
| دلارام              |            | محسن نامجو، حامد نیک‌پی                |                                                      |
| رفتم سر کوچه        |            | محسن نامجو، عبدی بهراونفر             |                                                      |
| واق واق سگ          |            | محسن نامجو، عبدی بهراونفر             |                                                      |
| مرد جان به لب رسیده |            |                                       |                                                      |
| از هوش می…          |            |                                       |                                                      |
| یره                 |            |                                       |                                                      |
| مارکوزه من          |            |                                       |                                                      |
| همراه شو عزیز       |            | آهنگساز: پرویز مشکاتیان               |                                                      |
| پریود               | ۱۳۹۱       | آهنگساز: شاهین نجفی                   |                                                      |
| اعتیاد              |            |                                       |                                                      |
| داماد باد           |            |                                       |                                                      |
| مرغ سخندان          |            |                                       |                                                      |
| چه گوارا            |            |                                       |                                                      |
| اکس                 |            |                                       |                                                      |
| مرغ سحر             |            | محسن نامجو، گروه کیوسک                |                                                      |
| ترش و شیرین         | ۱۳۸۶       | محسن نامجو، رضا عطاران                | تیتراژ سریال ترش و شیرین                             |
| پارازیت             |            |                                       |                                                      |
| هستی                |            |                                       |                                                      |
| راست بگو            |            |                                       |                                                      |
| طلوع                |            |                                       | بازخوانی شده به عنوان کاور قطعه طلوع اثر سیاوش قمیشی |
| دههٔ شصت             |            |                                       |                                                      |
| راهی بزن که آهی     |            |                                       |                                                      |
| هم‌خانه              |            |                                       |                                                      |
| شهر خاموش           |            |                                       |                                                      |
| شکوه                |            |                                       |                                                      |
| دوب دوامی           |            |                                       |                                                      |
| مزار شادی           |            |                                       | تیتراژ فیلم همسایه                                   |
| رو به رو            |            |                                       |                                                      |
| مرجانه              |            |                                       |                                                      |
| تاب بنفشه           |            |                                       |                                                      |
| کورتانیدزه          |            |                                       |                                                      |
| تهران               |            |                                       | اجرا شده در دستگاه چهارگاه                           |
| یاد آر              | آبان ۱۳۹۸  | شعر از علی اسداللهی                   | ترانه اعتراضی پیرامون اعتراضات آبان ۱۳۹۸ ایران       |
| پرشکسته             | ۱۴۰۱       | شعر از هوشنگ ابتهاج                   | بر اساس موسیقی محلی خرسان شمالی                      |
| نوید                | ۱۴۰۱       |                                       | دربارهٔ نوید افکاری                                   |
| بارکد               | ۱۴۰۱       |                                       |                                                      |
| میترا               | ۱۴۰۱       | شعر: اردلان سرفراز- آهنگساز: آندرانیک | ترانه اعتراضی پیرامون خیزش ۱۴۰۱ ایران                |
| وطن                 | ۱۴۰۱       |                                       | ترانه اعتراضی پیرامون اعتراضات سراسری ۱۴۰۱ ایران     |
| تو را               | ۱۴۰۳       |                                       |                                                      |
| آهوی وحشی           | ۱۴۰۳       |                                       | به یاد فرامرز اصلانی                                 |

### بازیگری

#### فیلم
- ۱۳۸۴ - فیلم سینمایی چند کیلو خرما برای مراسم تدفین، از سامان سالور[۵۷][۵۸]
- ۱۳۸۵ - مستند صدای سکوت (Sounds of Silence) ساختهٔ امیر حمز (Amir Hamz) و مارک لازارز (Mark Lazarz)[۵۹][۶۰]
- ۱۳۹۵ - رویاهای رادیویی، از بابک جلالی - در نقش حمید رویانی[۶۱][۶۲]

#### تئاتر
- ۱۳۹۱/۲۰۱۲ - جانا و بلادور (به کارگردانی بهرام بیضایی)[۶۳][۶۴][۶۵] -در این نمایش محسن نامجو همراهِ مژده شمسایی به ایفای نقش پرداخت. این نمایش در کالیفرنیا روی صحنه رفت. مرکز مطالعات ایرانی دانشگاه استنفورد، تهیه‌کننده و پشتیبان برگزاری این نمایش بود. این نمایش با استفاده از تکنیک سایه‌بازی اجرا شد.[۶۶]
- ۱۳۹۲/۲۰۱۳ - آرش (به کارگردانی بهرام بیضایی)[۶۷][۶۸]

### کتاب‌ها
1. دراب مخدوش:[۶۹] مجموعه‌ای از یادداشت‌ها، تاملات و نوشته‌های محسن نامجو در ۲۰ سالگیست که در ۴۰ سالگی بر آن پاورقی نوشته است. این کتاب توسط نشر ناکجا در پاریس منتشر شد.[۷۰]
2. چهار مقاله:[۷۱] این کتاب مجموعه‌ای از چهار نوشتار با عنوان‌ها «در ردّ و تمنای نوستالژی»، «فرار کودک از خانهٔ پدری (روایتی از موسیقی بعد از انقلاب ۱۳۵۷ تا سال ۱۳۸۸)»، «هم‌سخنی ردیف موسیقی سنتی ایران با استبداد سیاسی» و «چند ایده برای اندیشیدن در رابطهٔ موسیقی و آسمان» است که در سال‌های مختلف نوشته شده‌اند.[۷۲]
3. کتاب صوتی کیمیاگر[۷۳]

## در نگاه دیگران
- بابک پیامی کارگردان ایرانی مقیم ایتالیا، دربارهٔ محسن نامجو و همکاریش با او می‌گوید: «او هنرمندی ویژه از همهٔ لحاظ است. به نظر من محسن نامجو نه تنها در دنیای موسیقی نوآوری داشته بلکه در دنیای ادبیات موسیقی و شعر موسیقی هم نوآوری‌های ویژه و قابل توجهی داشته است.»[۷۴]

- بیژن الهی شاعر و مترجم ایرانی در مقام قیاسِ قطعه‌ی زلف محسن نامجو با اجراهای فرامرز اصلانی از اشعار حافظ، گفته است: «این کاری‌ست که به فرامرز اصلانی می‌گفتم، باید با حافظ بکنی و هرگز نکرد.» [۷۵]